# 板樟堂前地
板樟堂前地（葡萄牙語：Largo do São Domingos），位於澳門半島市中心的一個廣場，位置在玫瑰聖母堂（又稱板樟堂）前面。2005年作為澳門歷史城區的部分被列入世界文化遺產名錄內。
板樟堂前地南接議事亭前地，西連米糙巷，東通板樟堂街。1990年代，澳葡政府舖上黑白兩色碎石，使之與周邊街道成為一個行人專用區。
偶而會有人在此舉行集會或靜坐表達訴求。每年6月4日晚上，澳門民主發展聯委會在板樟堂前地舉行燭光晚會，悼念八九學運死難同胞，都有數百人參加。而澳門中華學生聯合總會在同一時間都會在議事亭前地舉行文藝晚會，慶祝六一兒童節。

## 公共交通

### 巴士
M134 新馬路／華僑（Almeida Ribeiro／OCBC）
路線：3、3X、4、6A、8A、18A、19、26A、33、101X、N1A
M135 新馬路／大豐（Almeida Ribeiro／Tai Fung）
路線：2、3、3X、5、6A、10、10A、18、101X、N1B、N3
M141 營地大街（Rua dos Mercadores）
路線：18

## 外部参考
- 市政廳廣場解讀，包括板樟堂前地 （页面存档备份，存于）

1. ↑  . 正報. 2013年6月5日  [2014年4月23日]. （原始内容存档于2015年6月21日）.
2. ↑  . 澳門日報. 2012年6月5日.

| 澳門歷史城區 |
| 建築 |
| 媽閣廟 \| 港務局大樓 \| 鄭家大屋 \| 聖老楞佐教堂 \| 聖若瑟修院大樓及聖堂 \| 崗頂劇院 \| 何東圖書館大樓 \| 聖奧斯定教堂 \| 市政署大樓 \| 三街會館（關帝廟） \| 仁慈堂大樓（仁慈堂博物館） \| 大堂（主教座堂） \| 大堂巷七號住宅（盧家大屋） \| 玫瑰聖母堂 \| 大三巴牌坊 \| 哪吒廟 \| 舊城牆遺址 \| 大炮台 \| 聖安多尼教堂（花王堂） \| 東方基金會會址 \| 基督教墳場（包括馬禮遜小教堂） \| 東望洋炮台（包括聖母雪地殿教堂及燈塔）（保育危機） |
| 前地 |
| 媽閣廟前地 \| 亞婆井前地 \| 崗頂前地 \| 議事亭前地 \| 板樟堂前地 \| 大堂前地 \| 耶穌會紀念廣場 \| 賈梅士前地 |
| 区内其他地点及街道 |
| 海事博物館 \| 妈阁斜巷 \| 妈阁街 \| 高楼街 \| 政府總部事務局 \| 聖若瑟教區中學第二、三校 \| 龙嵩正街 \| 亞美打利庇盧大馬路 \| 聖若瑟教區中學第四校 \| 澳門郵政局大樓 \| 聖物寶庫 \| 大三巴街 \| 天主教藝術博物館與墓室 \| 澳門博物館 \| 大炮台山 \| 花王堂街 \| 白鸽巢总站 \| 东望洋山 |